# Migas cambridgei
Migas cambridgei är en spindelart som beskrevs av Wilton 1968. Migas cambridgei ingår i släktet Migas och familjen Migidae. Inga underarter finns listade i Catalogue of Life.